# بطولة قطر للأساتذة المفتوحة
بطولة قطر للأساتذة المفتوحة - هي بطولة شطرنج مفتوحة ينظمها الاتحاد القطري للشطرنج في الدوحة، قطر. وقد نُفّذ الإصدار الأول من النسخة من 25 نوفمبر إلى 5 ديسمبر 2014.

## روابط خارجية
- https://web.archive.org/web/20141221110832/http://www.qatarmastersopen.com/